# Veľké Rovné
Veľké Rovné – wieś i gmina (obec) w powiecie Bytča, kraju żylińskim, w północnej Słowacji. Pierwsza pisemna wzmianka o wsi pochodzi z 1408 roku.
Miejscowośc położona jest w Jawornikach, w dolinie potoku Rovnianka i w dolinach niektórych jego dopływów,

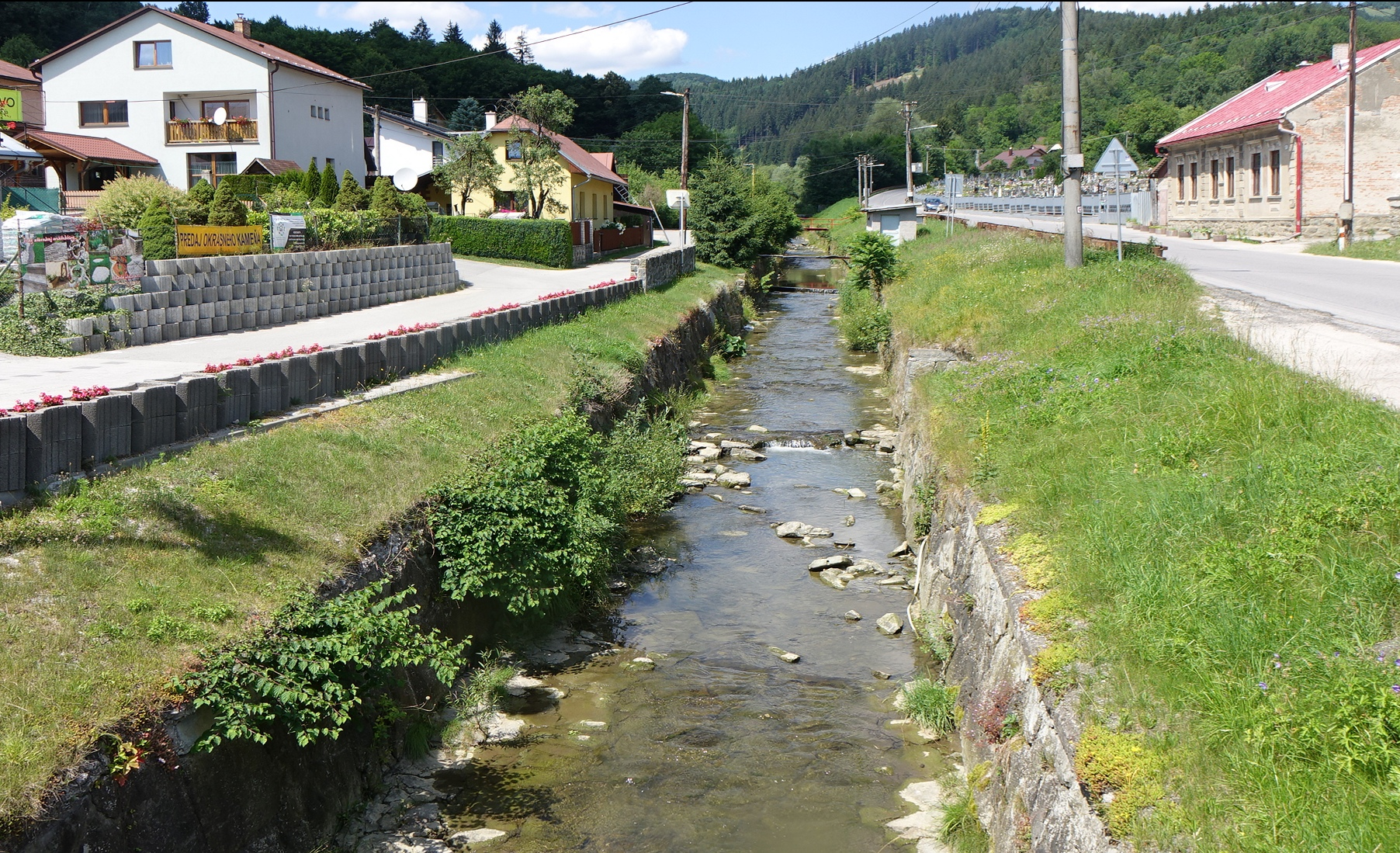
Rovnianka w centrum wsi
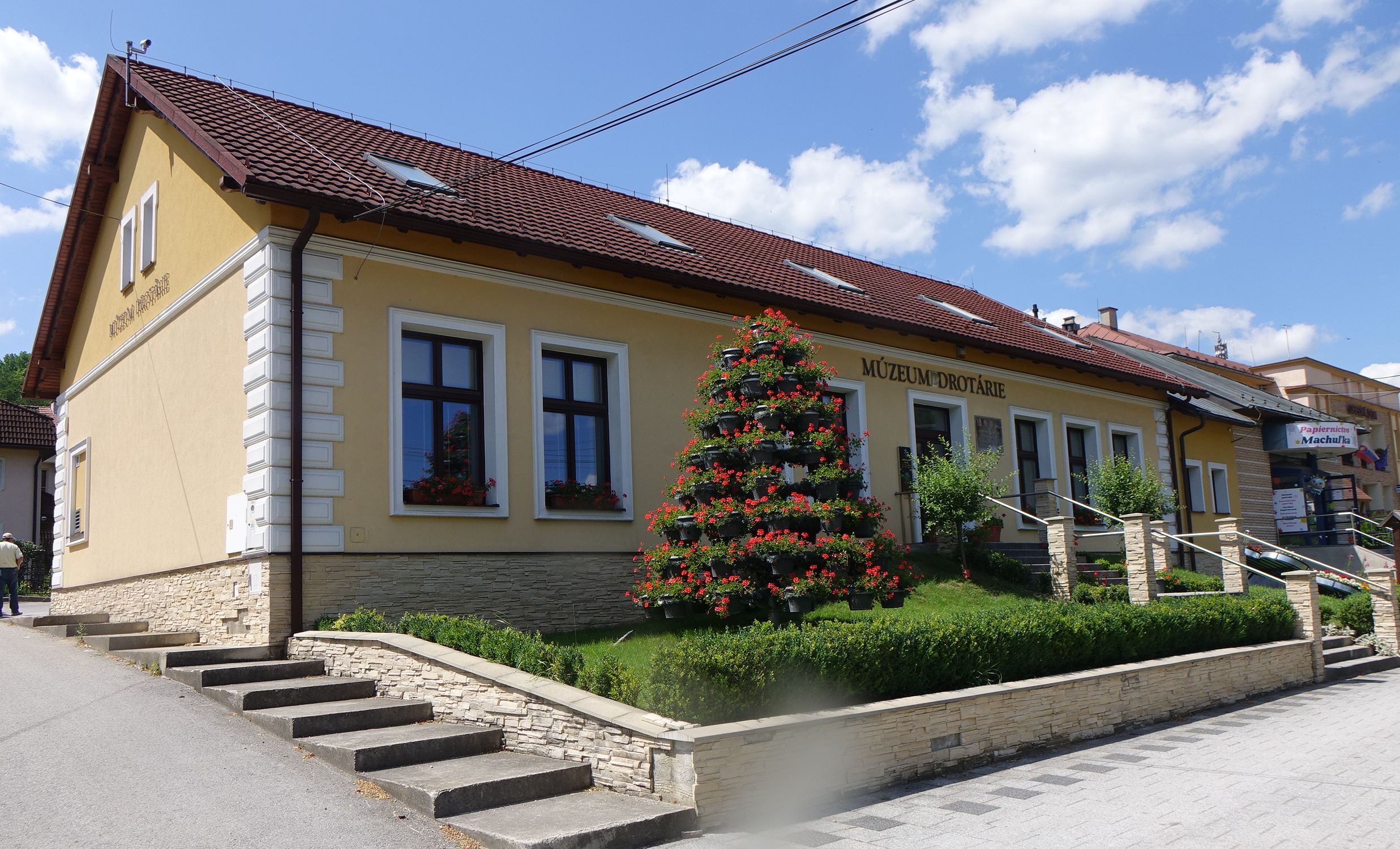
Muzeum
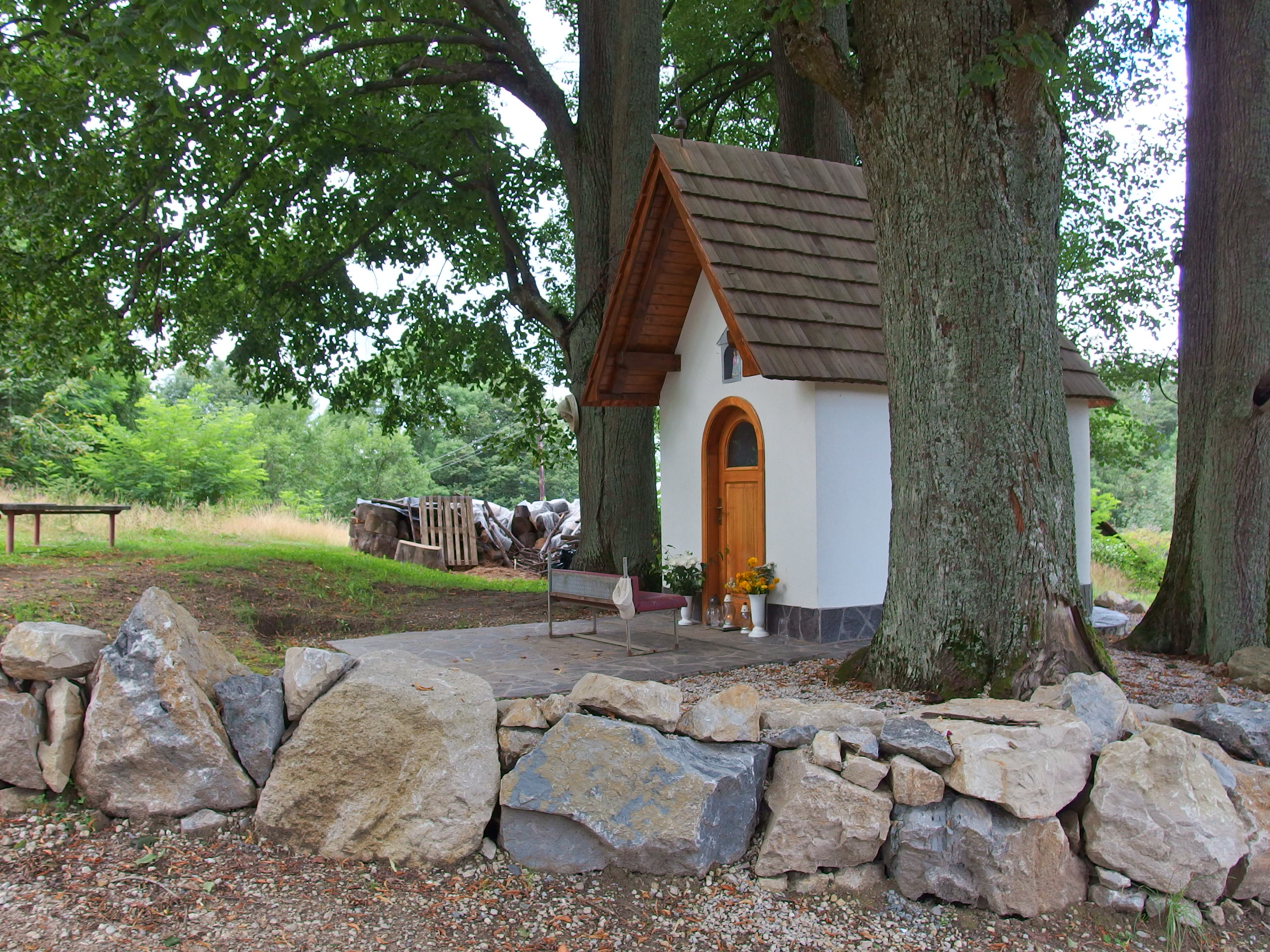
Kapliczka